# Jack Maxwell
Jack Maxwell (Boston) is een Amerikaans televisie- en theatreacteur en filmproducer.

## Biografie
Maxwell begon in 1995 met acteren voor televisie in de televisieserie The Watcher. Hierna heeft hij nog meerdere rollen gespeeld in televisieseries en films zoals Power Rangers: Wild Force (2002), Ugly Betty (2007), Without a Trace (2009) en Beyond the Break (2006-2009). 
Maxwell heeft in 2001 de film The Pharaoh Project geproduceerd.
Maxwell is ook actief in het theater, zoals in Salomé en andere toneelstukken.
Maxwell is nog steeds vrijgezel en woont in Los Angeles.

## Filmografie

### Films
Uitgezonderd korte films.
- 2023 Deadly Draw - als Bobby Factor
- 2023 Raven Van Slender Saves Christmas! - als Space Jack
- 2015 The Amazing Wizard of Paws - als Jack Spade
- 2015 Window of Opportunity - als Peter
- 2013 What About Weiss - als Jack D'Santo
- 2011 Born to Ride – als Vic
- 2009 Irene in Time – als Mikey Cagney
- 2009 Reconciliation – als Jeff McDowell
- 2006 Cattle Call – als Lenny Lacks
- 2005 The Food Chain: A Hollywood Scarytale – als clubeigenaar
- 2005 Never Rob a Bank with Someone You Love! – als Stenen standaard
- 2005 Walking the Walk - als Jack Maxwell
- 2005 Getting' Lucky – als Rick
- 2004 Adventures in Animation 3D – als menigte (stem)
- 2002 Engaging Peter – als Kyle
- 2002 Destiny – als Vic
- 2001 Dean Quixote – als Max / Hamlet
- 2001 The Pharaoh Project – als Zander Phillips / Alexander de Grote
- 2000 Sonic Impact – als Byron
- 1999 Voyeur – als Jack
- 1999 The Silence of Speed – als Harry
- 1998 Four Jokers – als Miles
- 1998 Saving Ryan's Privates – als Reiben
- 1997 Passion and Romance: Windows of the Heart – als Mike
- 1997 Shoot It – als Sam
- 1997 Passion and Romance: Ocean of Dreams – als dr. Jackson
- 1997 Just Add Love – als Nick
- 1996 For Which He Stands – als commandant van arrestatieteam

### Televisieseries
Uitgezonderd eenmalige gastrollen.
- 2006 – 2009 Beyond the Break – als Herb Godfrey – 5 afl.

## Theaterwerk
- Salomé – Wadsworth theater in Los Angeles en The Actors Studio in New York
- Sin: A Cardinal Deposed – Hayworth Theater[1] in Los Angeles
- Waiting for Whitey – Hayworth Theater in Los Angeles
- Homing – Greenway Court Theater[2] in Los Angeles en The Actors Studio in New York
- George Furth's Sex, Sex, … and Sex – Matrix Theater[3] en Tiffany theatre beide in Los Angeles
- Razorback – Tiffany theatre in Los Angeles